# Шмідель Фелікс Якович
Фе́лікс Я́кович Шмі́дель (27 січня 1955, Москва — 3 березня 2023, Херцег-Новий, Чорногорія) — ізраїльський соціальний психолог, антрополог, хімік-технолог, методолог. Автор теорії владних відносин, побудованої на застосуванні методу формалізованого та структурованого мислення про переживання людини. Доктор філософії, кандидат технічних наук (1989).

## Біографія
Навчався у с/ш № 17 м. Митищі Московської обл. (1962—1972). Закінчив Московський інститут хімічного машинобудування (1972—1977). Голова ради молодих вчених Всесоюзного науково-дослідного і проєктно-конструкторського інституту скляного машинобудування (1982—1989). Член експертної ради національної премії «Жива електроніка Росії» (2010—2013).
Місця праці: Всесоюзний науково-дослідний і проєктний інститут штучного волокна (1977—1980; науковий співробітник), Управління капітального будівництва об’єктів культури м. Москви (1980—1983; інженер), Всесоюзний науково-дослідний і проєктно-конструкторський інститут скляного машинобудування (1980—1990; науковий співробітник), науково-дослідне підприємство «Плазмасил» (1990—1993, Москва; керівник відділу), СП «Геолінк» (1993—1998, Москва; керівник відділу), Московський компресорний завод «Борець» (1998—2000, заступник генерального директора; 2006—2008, адміністративний директор), ТОВ «Ретрейд» (2001—2006, 2013—2015, Москва; технічний директор), ТОВ «Орго-Систем» (2008—2012, Москва; технічний директор). Громадянин Ізраїлю. Проживав у м. Херцег-Новий, Чорногорія.

## Діяльність

### Хімічна технологія
У 1977—1998 рр. Ф. Шмідель займався науковими дослідженнями з плазмохімії та обробки дисперсних матеріалів. Захистив кандидатську дисертацію «Очищення кварцової мінеральної сировини методами пневматичної класифікації та плазмохімічної обробки» (1989, спеціальність «Хімічна технологія і плазмохімія»).
Результати досліджень публікував у спеціалізованих наукових збірниках, а також в галузевому журналі «Теоретичні основи хімічної технології» (видає Інститут загальної і неорганічної хімії ім. М. С. Курнакова Російської академії наук). Учасник конференцій з хімічної технології, зокрема, IV Всесоюзного симпозіуму з плазмохімії (Дніпропетровськ, 1984), VI Всесоюзної науково-технічної конференції по кварцовому склу (Ленінград, 1987).
Є автором патентів: «Спосіб поділу порошку за величиною» (авторське свідоцтво № 1217494 від 15 березня 1986), «Спосіб поділу порошку на фракції» (авторське свідоцтво № 1526845 від 7 грудня 1989).

### Методологія
В галузі методології Ф. Шмідель розробив власну систему «Орго» і метод її застосування для відновлення керованості підприємств. Протягом 2000—2014 рр. відбулося понад 30 успішних застосувань системи. Серед них: найстаріше російське компресорнобудівне підприємство — Московський компресорний завод «Борець», найбільше російське підприємство з переробки насіння гірчиці — Волгоградський гірчично-маслобійний завод «Сарепта», «Аптечна мережа 36,6», фармацевтичне підприємство Veropharm, Московський приладобудівний завод «Манометр».
Результати методологічних досліджень публікував, зокрема, в журналі «Виробництво електроніки: технології, обладнання, матеріали». Серед інтерв’ю можна назвати публікацію в журналі «Керівництво персоналом».

### Соціальна психологія
У 2000—2010-х рр. опублікував ряд статей з соціальної психології у наукових і популярних журналах. Серед них: «Незалежний психіатричний журнал», «Сноб».
З-поміж інтерв’ю для ЗМІ прозвучала розмова з журналістом і літератором Валерієм Панюшкіним для його авторської програми в ефірі телеканалу «Дождь» (2010). Упродовж 2011—2012 рр. співпрацював з діловою газетою «Ведомости», в якій опублікував 26 статей. Публікації в «Ведомостях» привернули увагу доктора економічних наук Анатолія Жукова та його колеги Дарії Хабарової, які розглянули їх у своїй книзі.

### «Філософські трактати»
Основні праці Ф. Шміделя побачили світ у Києві, де вийшов друком його тритомник «Філософські трактати» (2019). Перші два томи були видані окремими книгами в Москві (1999, 2012), згодом три книги об’єднано в єдиному київському виданні. Тритомник присвячений питанням філософської антропології та соціальної психології.
Розгляду основних ідей книги «Метафізика сенсу» присвячений окремий розділ праці кандидата філософських наук Ірини Ремезової. Як відзначає І. Ремезова, у Ф. Шміделя справжня і продуктивна єдність соціуму несумісна з ворожим відношенням до відмінності іншого; він розглядає таку форму співіснування суб’єктів, в якій вони занурені безпосередньо в існування один одного.
Книгу «Воля до радості» рецензувала літературний критик Анна Кузнєцова в журналі «Знамя». А. Кузнєцова підкреслює, що Ф. Шмідель називає вимушеними (такими, що не піддаються осмисленню і заповнюють свідомість) переживання людини з приводу беззмістовності існування. Саме тому умовою життя в радості він вважає прагнення людини надати своєму життю особистий сенс.
На книгу «Влада» подала відгук Вікторія Гусєва на каналі I-UA.tv (Київ). В. Гусєва зазначає, що у книзі окреслено картину світу людських стосунків в момент перетворення людини розумної з соціального продукту в суб’єкт паритетної спільності.

### Книги
1. Шмидель Ф. Метафизика смысла. — М. : Carte Blanche, 1999. — 160 с. — ISBN 5-900504-17-4. 2-е вид.: Шмидель Ф. Философские трактаты : [в 3-х тт.]. — [К.] : Exodus Creative Laboratory : [ArtHuss], 2019. — Т. 1 : Метафизика смысла. — 204 с. — ISBN 978-617-7799-15-2. (рос.)
2. Шмидель Ф. Воля к радости. — М. : Новое литературное обозрение, 2012. — 208 с. — ISBN 978-5-86793-987-8. 2-е вид.: Шмидель Ф. Философские трактаты : [в 3-х тт.]. — [К.] : Exodus Creative Laboratory : [ArtHuss], 2019. — Т. 2 : Воля к радости. — 256 с. — ISBN 978-617-7799-16-9. (рос.)
3. Шмидель Ф. Философские трактаты : [в 3-х тт.]. — [К.] : Exodus Creative Laboratory : [ArtHuss], 2019. — Т. 3 : Власть. — 232 с. — ISBN 978-617-7799-17-6. (рос.)

### Наукові публікації
1. Шмидель Ф. Я. и др. Установка для приготовления порошков заданного гранулометрического состава для плазмохимии // IV Всесоюзный симпозиум по плазмохимии : тез. докл. — Днепропетровск, 1984. — Т. 1. — С. 174. (рос.)
2. Шмидель Ф. Я. и др. Методика исследования превращения дисперсных материалов в плазмохимическом реакторе // То же. — Т. 2. — С. 83. (рос.)
3. Шмидель Ф. Я. и др. О блочном строении кварца // VI Всесоюзная научно-техническая конференция по кварцевому стеклу : тез. докл. — Ленинград, 1987. — С. 29. (рос.)
4. Шмидель Ф. Я. и др. Очистка кварцевой крупки от слюды в пневматическом классификаторе // Там же. — С. 5. (рос.)
5. Шмидель Ф. Я. и др. Плазмохимическая очистка кварцевой крупки // Там же. — С. 11. (рос.)
6. Шмидель Ф. Я. и др. Превращение кварца в низкотемпературной плазме // Там же. — С. 65. (рос.)
7. Шмидель Ф. Я. и др. Применение ИК спектроскопии для изучения структурных изменений в кварцевых частицах, обработанных в плазме // Там же. — С. 12. (рос.)

### Науково-популярні статті
1. Шмидель Ф. Феноменология улучшений // Ведомости[en]. — М., 2011. — 15 сент. (рос.)
2. Шмидель Ф. Кризис идентичности // Ведомости. — М., 2012. — 12 янв. (рос.)
3. Шмидель Ф. Как преодолеть «корпоративный стиль» всеобщего безразличия // Ведомости. — М., 2012. — 21 июня. (рос.)